# Société anonyme d'Ougrée-Marihaye

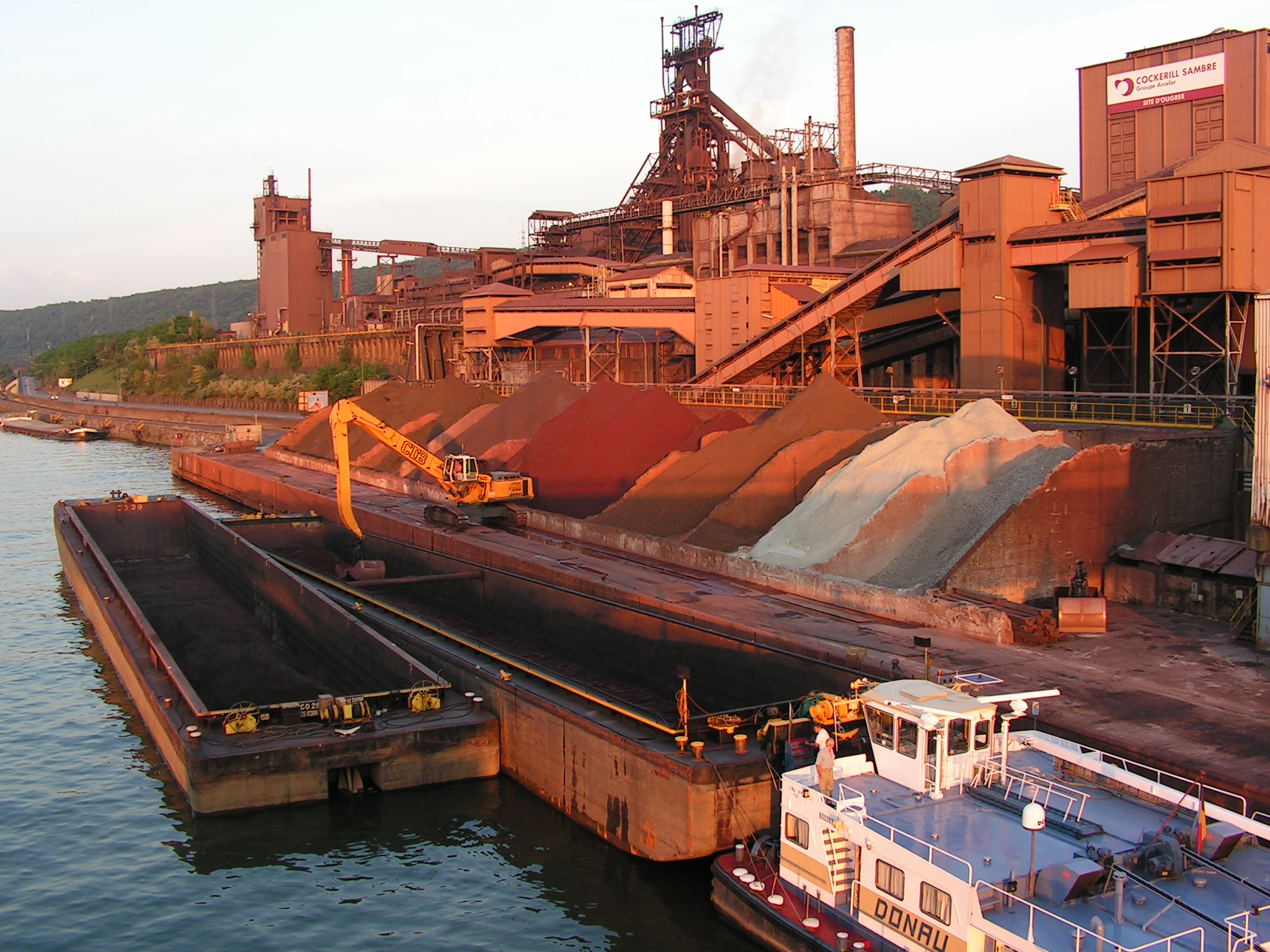
Hoogovenbedrijf te Ougrée

De Société Anonyme d'Ougrée-Marihaye was een door fusies ontstaan bedrijf in de steenkool- en staalproductie, met belangrijke vestigingen te Ougrée. Het heeft als zodanig bestaan van 1900-1955.

## Voorgeschiedenis
De geschiedenis van het bedrijf gaat terug tot 1809, toen de Fabrique de Fer d'Ougrée werd opgericht. Dit werd in 1834 uitgebouwd tot een geïntegreerde ijzer- en staalproducent.
In 1835 werd de Société des Charbonnages et Hauts-Fourneaux d'Ougrée opgericht. Beide bedrijven fuseerden in 1892 tot de Société Anonyme Ougrée. Deze fuseerde in 1900 met de Société des Charbonnages de Marihaye tot de S.A. d'Ougrée-Marihaye.

## Verder verloop
In 1900 beschikte het bedrijf over vier hoogovens. In 1905 volgde een fusie met de Société Anonyme des Hauts-Fourneaux de Rodange te Rodange. Tot 1913 werden er nog vier hoogovens bijgebouwd. In dat jaar werd 320 kton gietijzer geproduceerd. Men beschikte over een cokesfabriek met 120 ovens, en er was een fabriek voor het terugwinnen van de restproducten van de gaszuivering. Tijdens de Eerste Wereldoorlog werden vier hoogovens vernield en de overige zwaar beschadigd. Na deze oorlog werden vernieuwde hoogovens gebouwd.
In 1929 kreeg het bedrijf de zeggenschap over de Société Anonyme des Charbonnages de Fontaine-l'Evêque en in 1931 ook over de Alliance Monceau te Monceau-sur-Sambre.

## Einde

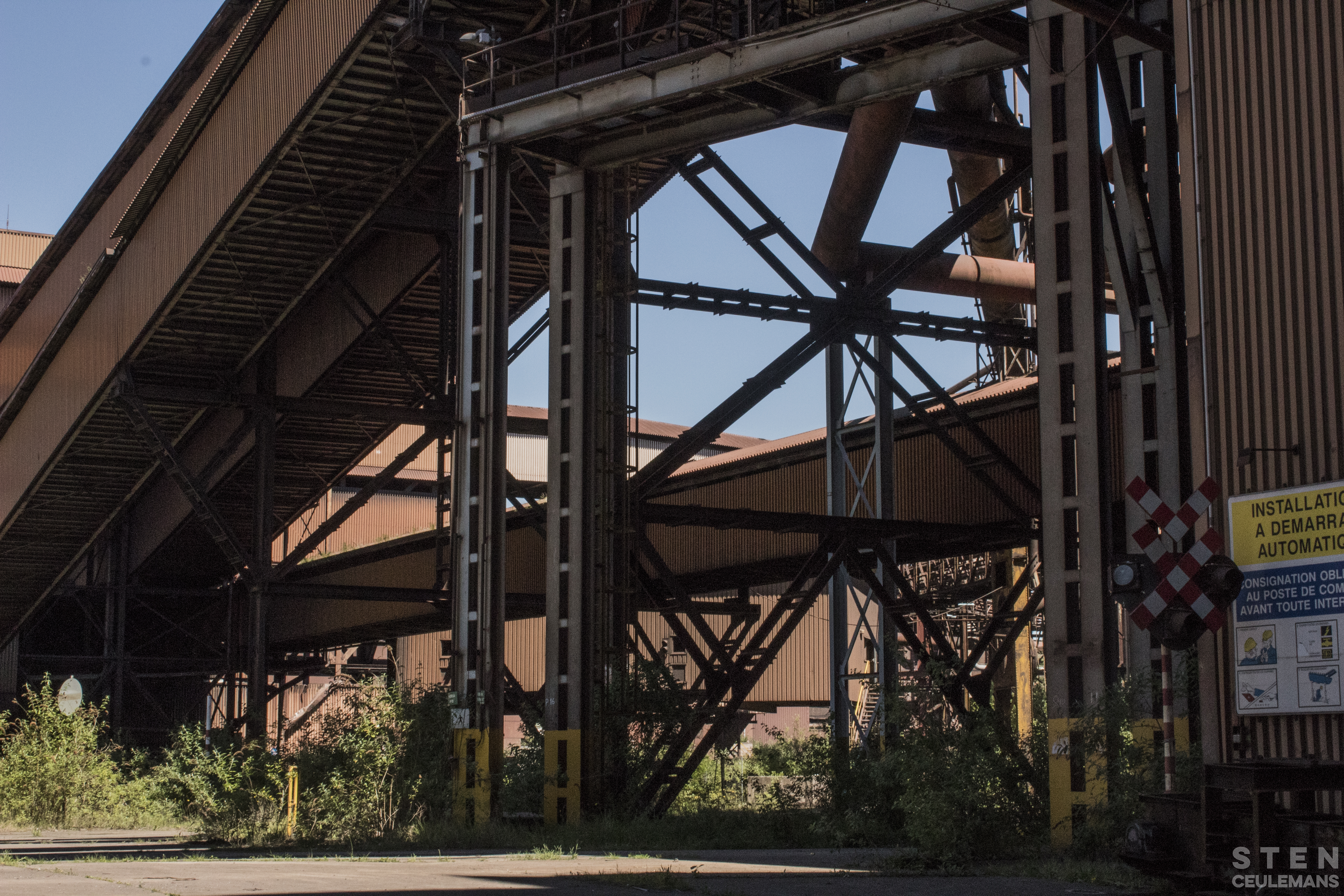
Na 3 jaar begint de natuur de site over te nemen...

In 1954 werd de steenkoolmijn (Charbonnages d'Ougrée) gesloten en in 1955 fuseerde Ougrée-Marihaye met de Société Anonyme John Cockerill te Seraing tot Cockerill-Ougrée, dat in 1966 met de Forges de la Providence fuseerde tot de Société Cockerill-Ougrée-Providence. Sindsdien volgden er meer fusies, maar na 1967 werd er niet veel meer geïnvesteerd en vanaf 1979 sloot het ene onderdeel na het andere. In 2014 kwam een einde aan de geïntegreerde staalbedrijven in het Luiks steenkoolbekken door het sluiten van de cokesfabriek te Seraing, nadat in 1980 reeds de laatste steenkoolmijn en in 2011 de laatste hoogoven gesloten was.

## Externe bron
- Gebruik werd gemaakt van de Franstalige Wikipedia.